# Else Feldmann
Pour les articles homonymes, voir Feldmann.
Else Feldmann, née le 25 février 1884 à Vienne (Autriche) et morte en juin 1942 dans le camp d'extermination de Sobibór, est une journaliste, écrivaine et dramaturge prolétarienne autrichienne.

## Biographie
Née en 1884 dans une famille juive pauvre, Else Feldmann a six frères et sœurs. Son père, Ignatz Feldmann, est un commerçant hongrois tandis que sa mère, Fanny née Pollak, est née dans une famille allemande de Deutschkreutz (Autriche), est femme au foyer. À la naissance d'Else, la famille vit à dans le 3e arrondissement de Vienne, Pfefferhofgasse. Malgré sa pauvreté, elle entre dans un centre de formation pour enseignants mais doit l'abandonner et travailler à l'usine de ressorts en fer pour corset après la perte d'emploi de son père. Elle raconte cette histoire dans un article publié le 31 décembre 1929 dans l'Arbeiter Zeitung.
En 1904, Anton Gelber lui présente Josef Popper-Lynkeus, Ernst Mach, Otto Neurath, Herman Buber, Stefan Zweig et Arthur Schnitzler. Ce dernier l'influencera dans ses premiers écrits. Grâce à ce cercle de connaissance, elle obtient une bourse pour partir à Berlin où elle écrit pour B. Z. am Mittag dès 1904.
On ne sait pas quand elle commence à écrire mais ses premiers textes sont publiés en 1908 : des nouvelles, des rapports de justice pour mineurs et des rapports journalistiques publiés dans Die Zeit. À partir de 1910, elle commence à écrire pour Abend, Neuen Wiener Journal, Neue Freie Presse et le magazine Die Frau.
Sa pièce de théâtre Der Schrei, den niemand hört, est mise en scène en 1916 au Volkstheater de Vienne mais est boudée par la public et finalement annulée. C'est son seul texte de théâtre qui ait été conservé. Pendant les deux années suivantes, elle publie des enquêtes sur le tribunal pour mineur de Vienne dans le journal Abend qui traitent de la vie des enfants pauvres et négligés pendant la Première Guerre mondiale.
En 1921, Else Feldmann publie avec Anna Nussbaum une collection de lettres, d'essais et de dessins d'écoliers viennois.
Écrivaine sociale, elle est l'autrice de Leib der Mutter en 1924, un ouvrage qui tombe dans l'oubli avant sa réédition en 1993. Elle y décrit la consternation et la corruption qui gangrène le Vienne prolétaire de l'entre-deux-guerres. Il est interdit par le Troisième Reich en 1938. Cet ouvrage peut être comparé aux Amantes d'Elfriede Jelinek.
Else Feldmann, Rudolf Felmayer et Hedwig Rossi remportent la troisième place d'un concours de nouvelles pour la nouvelle « Letzte Küsse » dont le prix est de 100 shillings.
En 1933, elle est l'une des cofondatrices du Vereinigung sozialistischer Schriftsteller. La même année, elle publie son autobiographie sous le titre Löwenzahn, dans laquelle elle raconte son enfance. Elle devient également une des membres fondatrices de l'Association des écrivains socialistes (Vereinigung sozialistischer Schriftsteller) lancée le 22 janvier 1933 pour répondre à la montée du fascisme dans le pays mais qui est dissoute le 1er mars 1934.
En 1934, elle publie son dernier roman Martha und Antonia sous forme de feuilleton dans l'Arbeiter Zeitung dans lequel elle traite de la prostitution. Le 78 premiers épisodes sont publiés entre le 19 novembre 1933 et le 11 février 1934. La dernière partie, prévue pour le 12 février ne peut être publié car l'Arbeiter Zeitung est annulé après l'Anschluss, et est aujourd'hui considérée comme perdue. Avec l'arrêt de ce journal, elle perd sa source première de revenu.
Au cours de sa vie, elle sert en tant qu'avocate pour les femmes et les enfants en difficultés. Elle écrit de nombreux articles sur ce sujet dans l'Arbeiter-Zeitung sur la vie quotidienne des prolétaires mais aussi sur les personnalités de l'époque dont Josef Popper-Lynkeus ou Käthe Kollwitz. Elle n'est plus publiée après 1938 et elle est placée sur la liste des artistes indésirables la même année. La même année, elle est expulsée de son appartement viennois et passe les années suivantes à changer régulièrement d'adresse.
Tombée dans la misère, elle arrête l'écriture et prend soin de sa mère malade. Else Feldmann est finalement arrêtée par la Gestapo le 14 juin 1942 et déportée au camp d'extermination de Sobibor où elle est assassinée en juin 1942.
Selon l'éditeur Poll, « En tant qu'auteure prolétarienne qui a écrit une critique sociale, elle n'a jamais pu vraiment prendre pied dans le monde littéraire bourgeois. » ce qui peut expliquer qu'elle soit tombée dans l'oubli après sa mort. Else Feldmann est redécouverte dans les années 1980 grâce à la succession de Carry Hauser qui avait illustré le roman lors de sa première publication. Ses articles de l'Arbeiter-Zeitung sont réédités seulement en 2018 sous le titre Flüchtiges Glück aux éditions Atelier.

## Hommages
En 1994, une rue du 21e arrondissement de Vienne est renommée Else Feldmann-Gasse mais elle est détruite en 2011. Depuis 1998, un plaque commémorative est apposée devant le Staudingergasse 9.

## Œuvres
- Der Schrei, den niemand hört! Trauerspiel aus dem Ghetto, 1916
- Leib der Mutter, 1924
- Liebe ohne Hoffnung, 1928
- Löwenzahn, 1933
- Martha und Antonia, 1934